# 比耶拉犹太会堂
比耶拉犹太会堂（Sinagoga di Biella）是意大利比耶拉的一座17世纪早期犹太会堂。
犹太会堂位于历史上犹太区的中心，位于Vicolo del Bellone 3号中世纪住宅的顶层。这是一间尺寸适中的长方形房间，巴洛克装饰风格，中央bimah和17世纪华丽的，巴洛克妥拉柜。
犹太会堂拥有已知最古老的妥拉（博洛尼亚妥拉），可追溯到13世纪，至今仍在使用。
2009年，一项35万欧元的修复工程，由韦尔切利的犹太社区监督，资金来自皮埃蒙特地区，以及等多个来源的捐款。包括一家当地银行, 完成了屋顶的修复，并修复了妥拉柜、女子区和室内装饰。计划进一步修复工作。、
比耶拉犹太会堂是皮埃蒙特现存的大约16个犹太会堂之一，包括卡萨莱蒙费拉托犹太会堂和韦尔切利犹太会堂。